# 福知山イル未来と
福知山イル未来と（ふくちやまイルみらいと）は2018年（平成30年）から続く福知山城をプロジェクションマッピングするイベントである。 

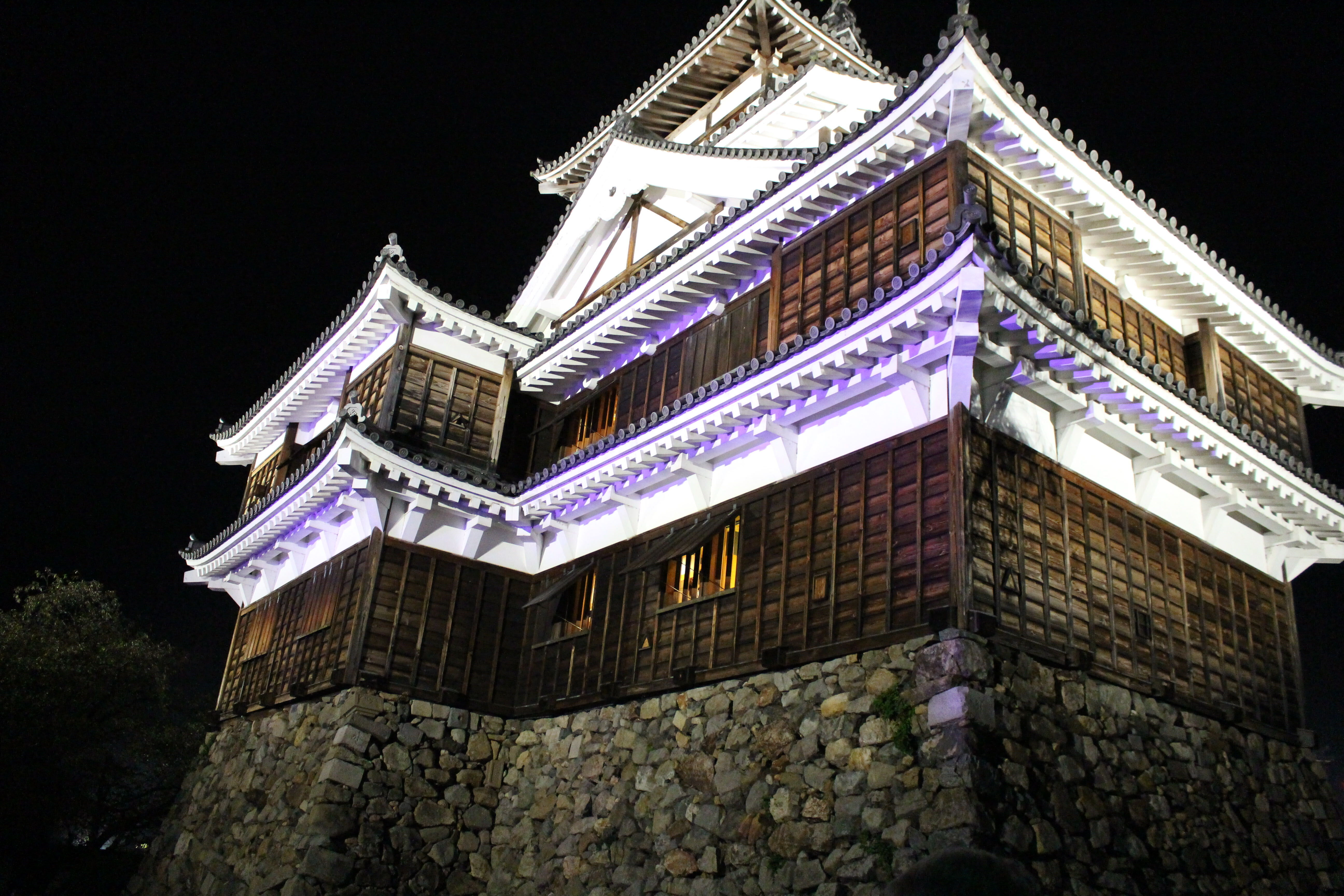
福知山イル未来と2024で撮影

このイベントは人出が少ない夜の福知山の魅力を作ろうと福知山青年会議所と福知山公立大学の学生有志がプロジェクトチームを結成することで始まった京都府域展開アートフェスティバル「ALTERNATIVE KYOTO　もうひとつの京都」の一環のイベントである。

## 概要
2018年（平成30年）に福知山青年会議所が主催して始まったイベントであり、両丹日日新聞社などが後援している。
城の石垣や周辺施設が投光器やLED（発光ダイオード）で照らし出され、城の周辺をライトアップすることで夜の誘客を図る新たな事業として初めて開催された。
費用に関してはクラウドファンディングでの協力が呼びかけられ、投光器は66個、LEDライトは4万球が使用された。
2020年（令和2年）までは福知山青年会議所が主催を務めていたが、2021年（令和3年）からは福知山青年会議所、京都府、福知山市を構成団体として持つ福知山イル未来と実行委員会が主催し、その後も毎年開催されている。
福知山イル未来とでは城のライトアップのほかにも周辺施設でのイベントが同時に開催されている。
| 開催年             | 開催イベント                                                               |
| ------------------ | -------------------------------------------------------------------------- |
| 2018年（平成30年） | ゆらのガーデンライトアップ                                                 |
| 2019年（令和元年） | ゆらのガーデン芝生のプロジェクションマッピング                             |
| 2020年（令和2年）  |                                                                            |
| 2021年（令和3年）  | 伯耆丸公園（ほうきまるこうえん）ライトアップ                               |
| 2022年（令和4年）  | 新町商店街（しんまちしょうてんがい）光のアート                             |
| 2023年（令和5年）  |                                                                            |
| 2024年（令和6年）  | 福知山城（ふくちやまじょう）キャッスルホラーナイト、ストリートピアノの設置 |

## 開催歴
出典は下記の通り
| 開催年             | 開催日 |
| ------------------ | --- |
| 2018年（平成30年） | 福知山イル未来と2018 9月15日〜9月17日 |
| 2019年（令和元年） | 福知山イル未来と2019 9月27日〜9月28日 |
| 2020年（令和2年）  | 福知山イル未来と2020〜明かき光(あかきひかり)〜明智光秀が築いた城下町福知山 10月1日〜10月9日、10月16日〜11月3日                                                      |
| 2021年（令和3年）  | 福知山イル未来と2021 －明かき光－ 10月8日〜11月7日(金土日祝のみ) |
| 2022年（令和4年）  | 福知山イル未来と2022 ？〜10月10日 同年10月29日に『ハロウィーンキャッスルナイト』で一日限定の点灯 11月7日〜9日に『竜王戦ウェルカムマッピング』として点灯(一般非公開) |
| 2023年（令和5年）  | 福知山イル未来と2023〜夜をあそぶ〜 10月28日〜11月12日(土日祝のみ)                                                                                                   |
| 2024年（令和6年）  | 福知山イル未来と2024 10月19、10月20日 |